# Pfarrkirche Simonsfeld

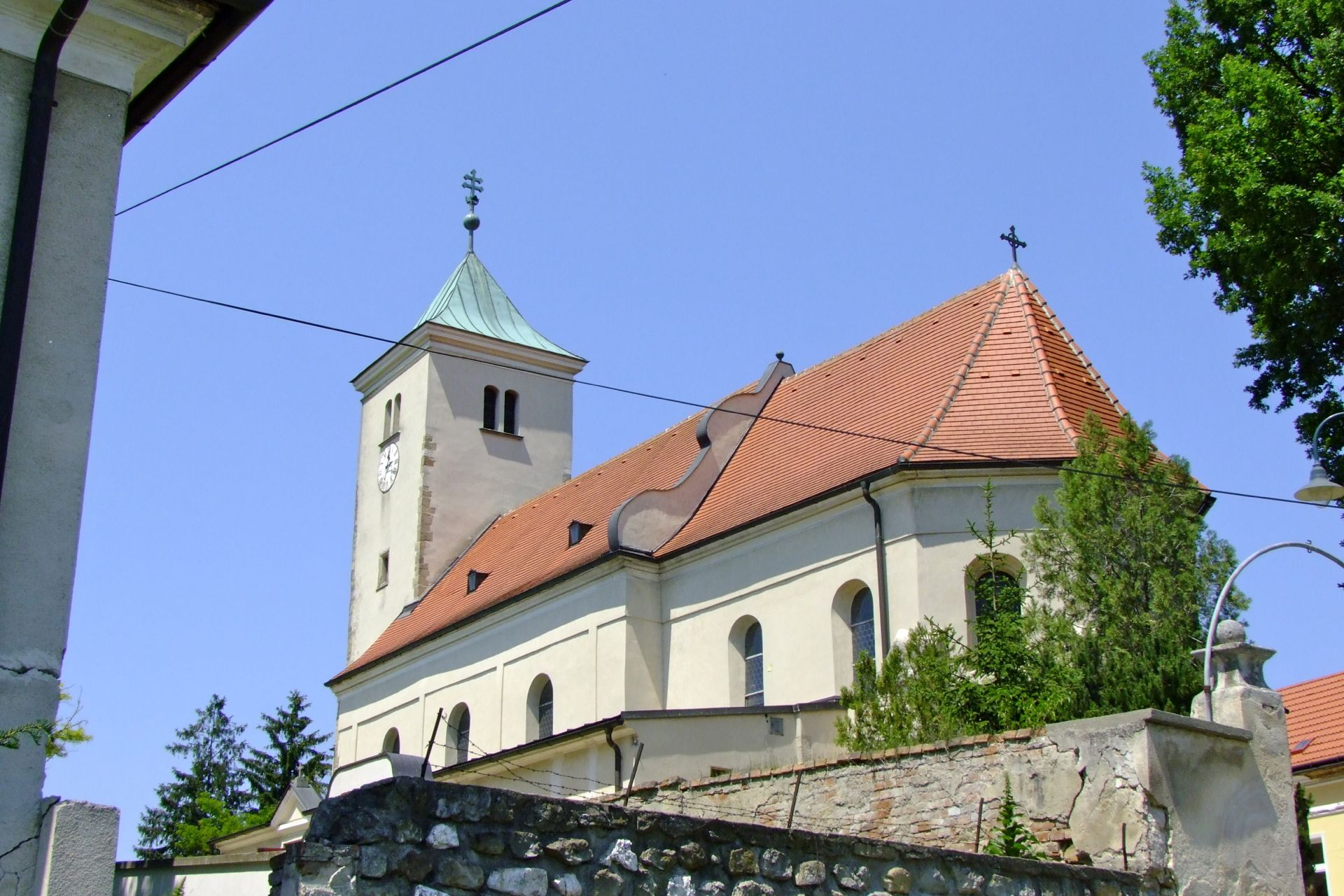
Katholische Pfarrkirche hl. Martin in Simonsfeld

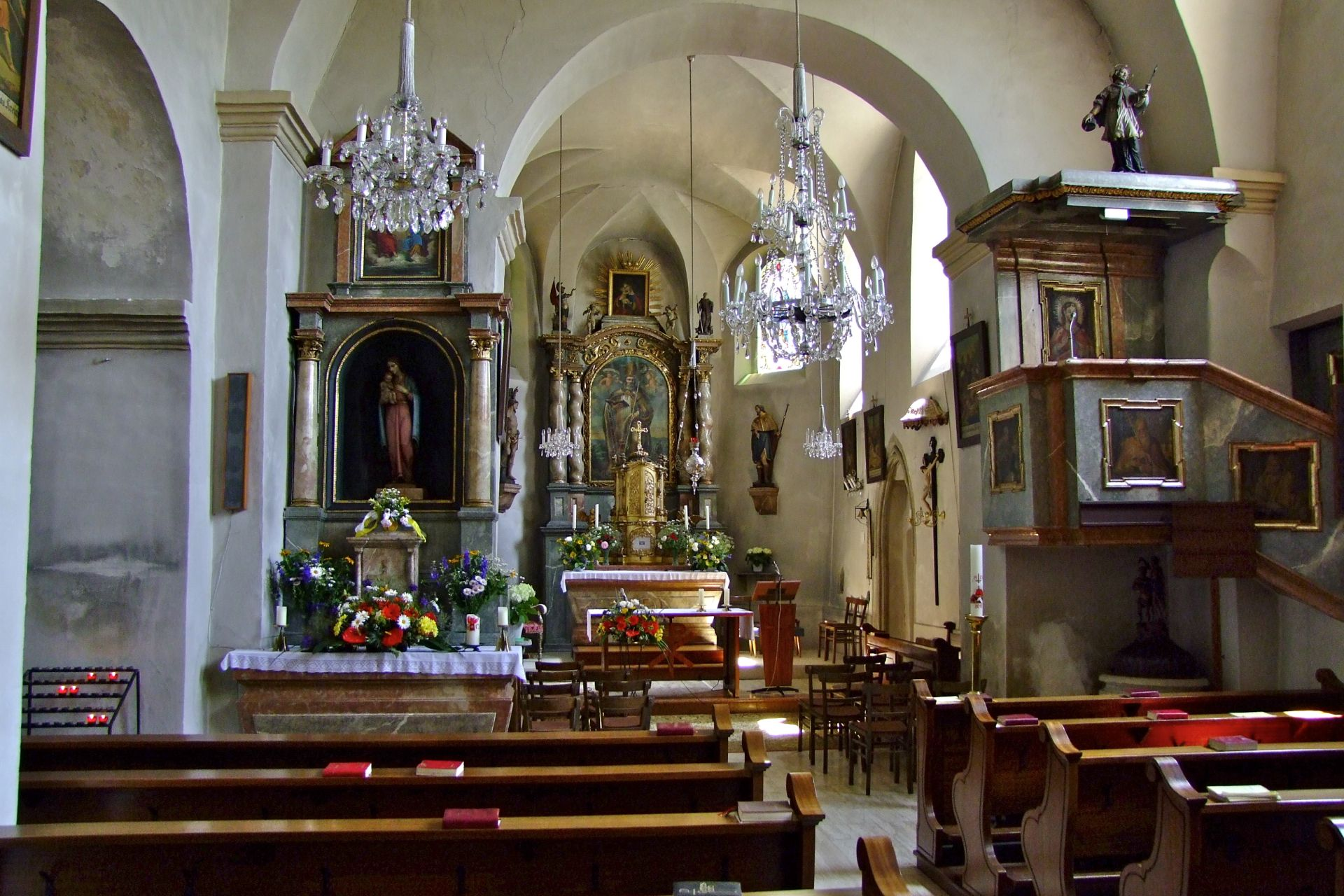
Langhaus, Blick zum Chor

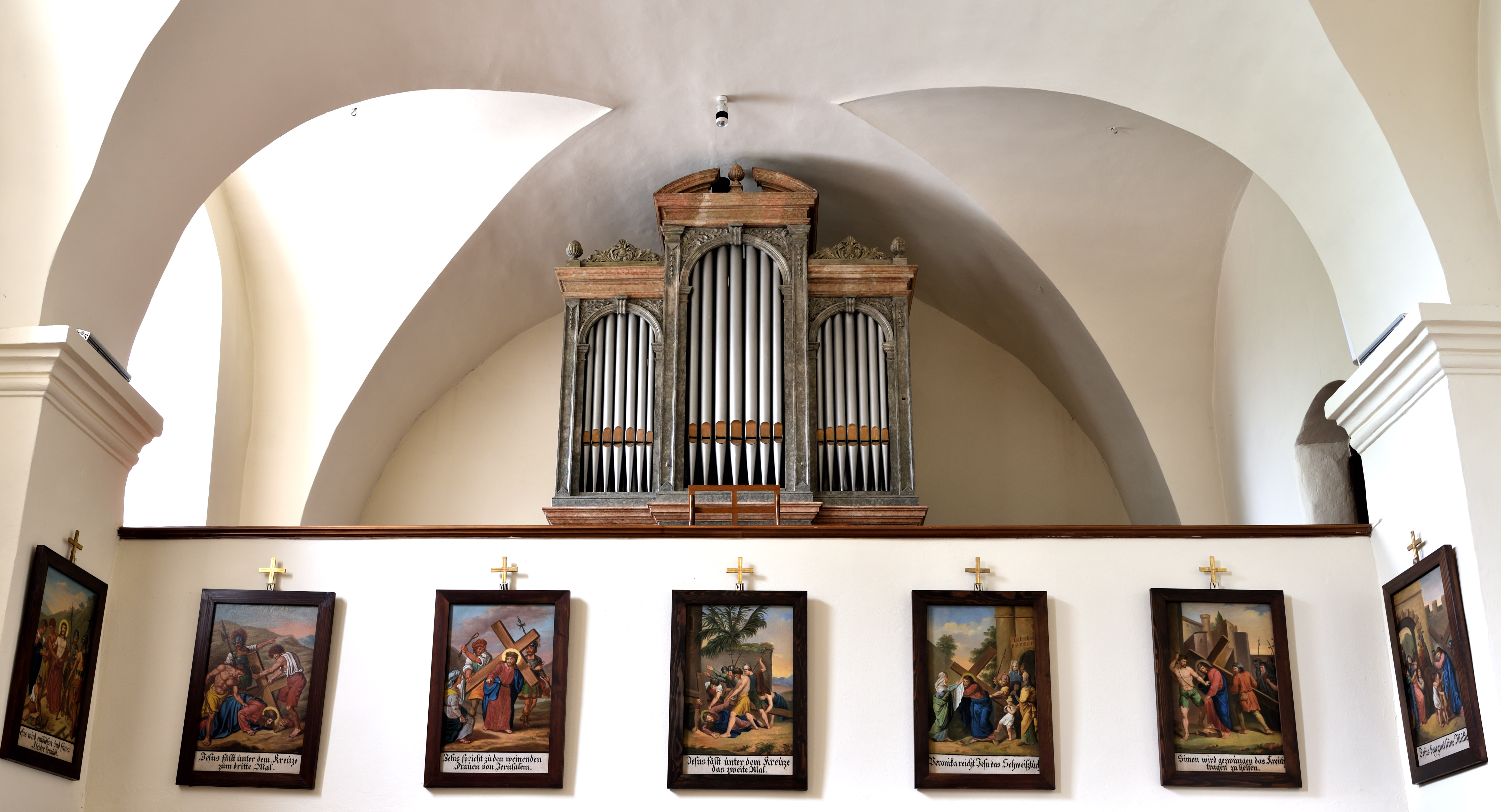
Langhaus, Blick zur Empore

Die römisch-katholische Pfarrkirche Simonsfeld steht erhöht am nördlichen Ortsausgang der Ortschaft Simonsfeld in der Marktgemeinde Ernstbrunn in Bezirk Korneuburg in Niederösterreich. Schutzpatron dieser Kirche im Dekanat Stockerau in der Erzdiözese Wien ist der heilige Martin von Tours. Die Kirche steht unter Denkmalschutz (Listeneintrag).

## Geschichte
Die Pfarre entstand wahrscheinlich in der ersten Hälfte des 12. Jahrhunderts.

## Architektur
Das Gebäude ist im Kern eine gotische, barockisierte Saalkirche mit einem barocken Seitenschiff und einem Westturm.
Herausragend ist dieser großteils gotische Turm mit einer neuzeitlichen Erhöhung und einem Pyramidenhelm. Das Langhaus und der Chor sind durch eine mehrfach geschwungene Giebelmauer getrennt. Die barocken Fenster sind rundbogig. Der gotische Chor mit einem Dreiseitschluss hat abgetreppte Strebepfeiler. Das im Kern wohl gotische und barockisierte Nordschiff hat zwischen mächtigen Strebepfeilern Flachbogenfenster. An das Nordschiff ist ein dreiseitig geschlossener Nebenchor mit einer im Kern gotischen Kapelle angebaut. Der südliche Anbau als Sakristei und Portalvorhalle ist teils barock und teils aus dem 19. Jahrhundert.
Das Kircheninnere ist ein Saalraum unter einer dreijochigen Stichkappentonne auf Wandpfeilervorlagen aus dem Jahr 1680, das Westjoch enthält die Orgelempore. Der eingezogene Triumphbogen wurde beim barocken Umbau ausgerundet, nördlich verbinden zwei rundbogige Arkaden das Hauptschiff mit dem Nordschiff. Der gotische einjochige Chor mit einem Fünfachtelschluss wurde mit einer barocken Tonnenwölbung mit Stichkappen verändert, in der Südwand befindet sich ein spätgotisches spitzbogiges profiliertes Sakristeiportal und Piscine, in die Nordwand ist eine spätgotische profilierte Sakramentsnische eingefügt und eine Rundbogenöffnung führt zum Nebenchor. Der gotische Nebenchor mit einem ausgerundeten Polygonalschluss hat eine barocke Stichkappentonne. Die südliche Portalvorhalle ist tonnengewölbt.
Die Deckenmalerei Bergpredigt im Langhaus entstand um 1930. Die Glasmalerei stammt aus den Jahren 1908 und 1928.

## Einrichtung
Der Hochaltar aus der Zeit um 1700 mit marmoriertem Segmentbogenaufbau und Doppelspiralsäulen zeigt im Altarblatt den heiligen Martin als Bischof, 1830 gemalt von H. W. Zimmermann. Die seitlichen Konsolfiguren stellen die Heiligen Sebastian und Rochus dar. Auf dem Gesims stehen die Statuetten Florian, Leonhard und als kleines Gemälde eine Nachbildung des Gnadenbildes Maria Hilf von Lucas Cranach. Der Tabernakel und ein verschließbare Expositorium sind im Rokokostil gestaltet. Vor dem Hochaltar steht ein schlichter Volksaltar, wie er seit dem Zweiten Vatikanischen Konzil üblich ist.
Eine Pietà aus Stein ist eine Arbeit des frühen 15. Jahrhunderts.
Die Orgel mit einem dreiachsigen Ädikulagehäuse baute Johann M. Kauffmann 1899.

## Grabdenkmäler
Im Inneren der Kirche ist ein Grabmal von 1780 erhalten.